# 平賀町立新屋小学校
平賀町立新屋小学校（ひらかちょうりつ あらやしょうがっこう）は、青森県南津軽郡平賀町にあった公立小学校である。

## 沿革
- 1874年（明治7年）5月25日 - 新屋村郷倉を仮校舎として、新屋小学発足。
- 1876年（明治9年） - 葛西半十郎宅小屋に移転。
- 1877年（明治10年） - 葛西豊造宅に移転。
- 1878年（明治11年）11月 - 新屋村平野13番地に、新校舎落成。
- 時期不明 - 新屋簡易小学校と改称。
- 1903年（明治36年）7月 - 校舎を改築し、新屋尋常小学校と改称。
- 1912年（明治45年）4月 - 平田森の古川忠造所有の人家を借用し、平田森分教場開設。
- 1913年（大正2年）9月1日 - 町居村大字横山163番2号に、平田森分教場の校舎新築落成。
- 1930年（昭和5年）4月23日 - 平田森分教場が、1学年短縮して、第3学年まで収容。
- 1940年（昭和15年）4月1日 - 高等科を併置し、新屋尋常高等小学校と改称。
- 1941年（昭和16年）4月1日 - 国民学校令により、新屋国民学校と改称。
- 1945年（昭和20年） - 同年度から、平田森分教場が、第1学年て第2学年のみ収容。
- 1947年（昭和22年）4月1日 - 学制改革により、尾崎村立新屋小学校と改称。同日、高等科を廃止し、新屋中学校を併置。高等科生は、新屋中学校に移籍。
- 1954年（昭和29年）5月25日 - 創立80周年記念式典挙行。校歌・校章制定。校旗樹立。
- 1955年（昭和30年）3月1日 - 町村合併により、平賀町立新屋小学校と改称。
- 1957年（昭和32年）
  - 4月1日 - 平賀東中学校創立により、新屋中学校が平賀東中学校へ統合。ただし、旧新屋中学校校舎と校庭は、引き続き小学校と併用。
  - 12月19日 - 中学校は独立校舎に移転分離。
- 1958年（昭和33年）3月31日 - 平田森分教場が廃止。平田森分教場の学区は、町居小学校に併合。
- 1962年（昭和37年）10月3日 - 週5日の完全給食実施。
- 1964年（昭和39年）9月11日 - 創立90周年記念式典挙行。
- 1966年（昭和41年）
  - 4月 - 給食が、センター方式に変更。
  - 7月30日 - 校舎西側にプール完成。
- 1968年（昭和43年）4月1日 - あらや保育園が本校に併置開園。西側校舎階下4教室・教具室・置場・西便所男児用・中央水呑場・非常口2箇所を使用。同日、特殊学級1学級設置。あらや保育園設立のため、西校庭300坪を保育園に譲渡。
- 1976年（昭和51年）3月31日 - 平賀東小学校開校のために統合し、閉校。

## 参考資料
- 『平賀町誌 上巻』（平賀町・1985年3月1日発行）「第五編 教育・第二章 学校教育・第二節 小学校」
  - 1040頁～1041頁「7 新屋小学校、沿革」
  - 1043頁～1044頁「（追記）」 - 平田森分教場についての記載。
- 『青森県教育史 別巻』（青森県教育委員会・1973年12月20日発行）「学校沿革 小学校」792頁「新屋小学校」